# Columbo: Etüde in Schwarz
Etüde in Schwarz (Originaltitel: Étude in Black) ist eine erstmals im Rahmen der NBC-Sunday-Mystery-Movie-Serie gesendete Episode der Kriminalfilm-Reihe Columbo aus dem Jahr 1972. Die deutschsprachige Erstausstrahlung der ersten Folge der zweiten Staffel folgte 1975 im Deutschen Fernsehen. Der US-amerikanische Schauspieler John Cassavetes verkörpert als Stardirigent Alex Benedict den Gegenspieler von Inspektor Columbo, dargestellt von Peter Falk.

## Handlung

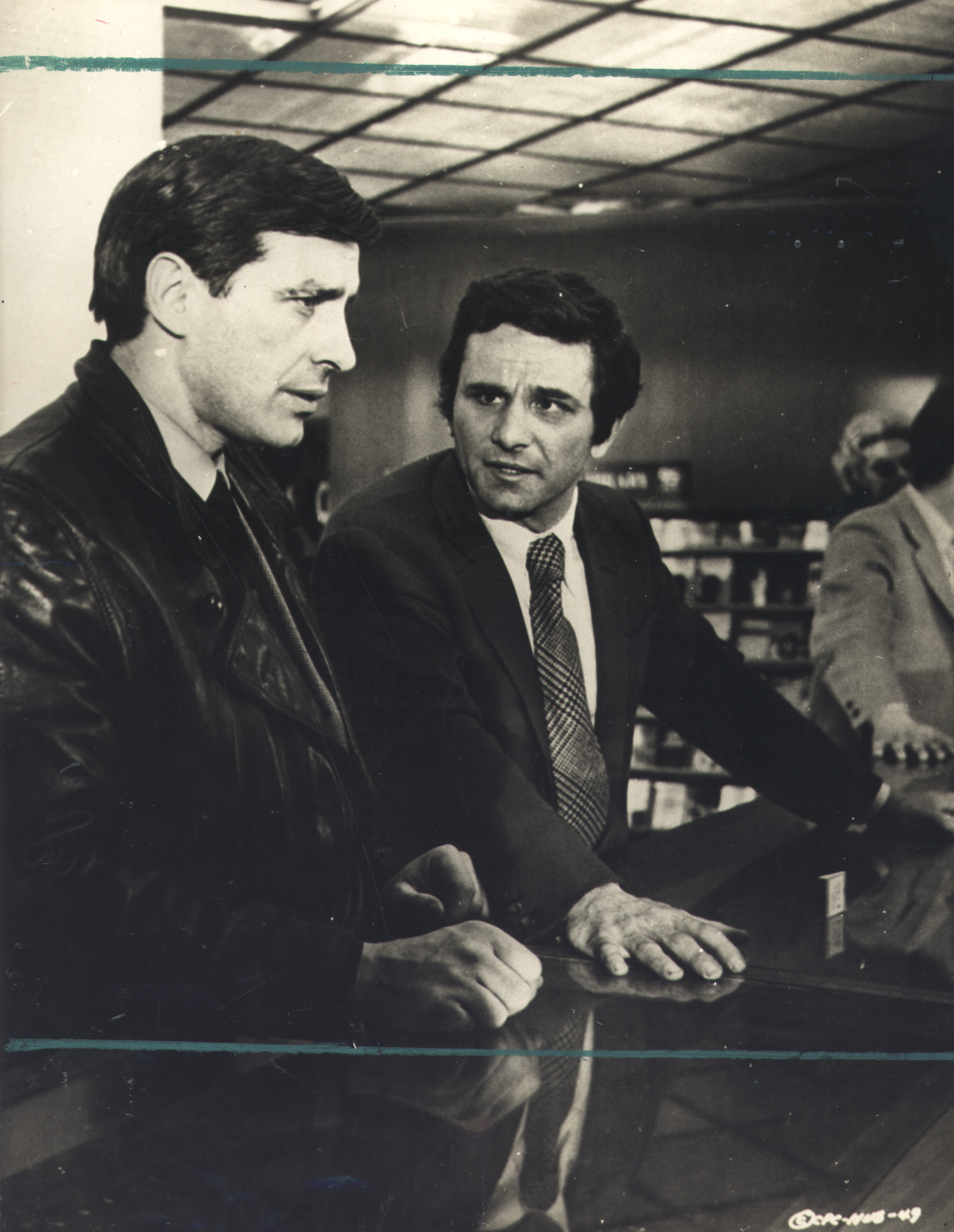
John Cassavetes und Peter Falk. Cassavetes spielt den Mörder Alex Benedict in Etüde in Schwarz

Der New Yorker Stardirigent Alex Benedict ist der gefeierte und exzentrische Maestro des in Los Angeles ansässigen Symphonieorchesters Southland Philharmonics. Von Erfolg und Geld verwöhnt, steht er jedoch vor dem unrühmlichen Ende seiner Karriere. Seine heimliche Geliebte, die Pianistin Jenifer Welles, fordert, dass Alex sich von seiner vermögenden Ehefrau Janice scheiden lässt. Doch das steht für ihn nicht zur Debatte, denn ohne die Unterstützung seiner wohlhabenden Schwiegermutter und der von ihr finanzierten Philharmonischen Gesellschaft könnte das Orchester nicht existieren. Nachdem Jenifer ein Ultimatum an Alex gestellt hat, beschließt Alex seine Geliebte zu ermorden, um seine musikalische Karriere und seinen exklusiven Lebensstil als Gatte einer reichen Ehefrau nicht zu gefährden. Um sich ein Alibi zu verschaffen, nutzt er die Vorbereitungszeit für eine abendliche Konzertpremiere seines Symphonieorchesters auf der Freilichtbühne der Hollywood Bowl in Los Angeles.
Zu Beginn des Mordplans schleicht Alex sich zunächst unerkannt aus den Räumlichkeiten der Hollywood Bowl. Anschließend entwendet er aus der Obhut einer nahegelegenen Fachwerkstatt seinen eigenen Jaguar E-Type, den er Tags zuvor zur Inspektion gegeben hat. Mit dem Luxussportwagen fährt er zum Wohnhaus von Jenifer Welles. Während Jenifer ihrem Geliebten ein Klavierstück vorspielt, erschlägt Alex sie hinterrücks mit einem schweren Aschenbecher. Nach der Tat manipuliert Alex die Räumlichkeiten so, dass alles nach einem Suizid von Jenifer aussieht. Zu guter Letzt spannt er noch einen vorbereiteten Abschiedsbrief mit dem Briefkopf von Jenifer Welles in ihre Schreibmaschine. Ein Detail bleibt Alex allerdings verborgen: Bei der Mordattacke hat er seine für ihn typische, am Revers befestigte Schmuckblume am Tatort verloren.
Nach dem Mord kehrt er zurück zum Veranstaltungsort seines Konzerts und begrüßt kurz vor dem Auftritt seine Ehefrau samt Schwiegermutter Lizzie Fielding. Unmittelbar danach wird ihm mitgeteilt, dass Jenifer Welles, die ebenfalls Teil des Orchesters ist, noch nicht eingetroffen ist. Alex simuliert einen Tobsuchtsanfall. Scheinbar ahnungslos versucht er Jenifer via Telefonvermittlung zu erreichen. Als er der Vermittlung auswendig die siebenstellige Telefonnummer von Jenifer Welles entgegenbrüllt, ruft das eine erhebliche Verwunderung bei seiner Ehefrau Janice hervor.
Im Verlaufe der ohne Jenifer stattfindenden und live im Fernsehen übertragenen Konzertpremiere bemerkt Alex entsetzt, dass seine Reversblume fehlt. Noch während das Orchester spielt, dringt die alarmierte Polizei in Jenifers Haus ein. Unmittelbar nach Auftrittsende wird Alex vom scheinbaren Selbstmord seiner Pianistin und Geliebten Jenifer Welles unterrichtet. Wenig später treffen Columbo und Alex Benedict in der Wohnung des Mordopfers erstmals aufeinander. Unter dem Klavierbein entdeckt Alex seine Schmuckblume und heftet sie sich in einem scheinbar unbeobachteten Moment zurück ans Revers.
Wieder in seinem Wohnhaus angekommen, stellt die unter einem geringen Selbstbewusstsein und Komplexen leidende Janice Alex zur Rede. Er negiert eine Affäre mit Jenifer und beteuert die Liebe zu seiner Ehefrau. Am nächsten Morgen taucht Columbo in der opulenten Villa der überaus wohlhabenden Benedicts auf. Etwas später treffen Columbo und Alex an anderer Stelle erneut aufeinander. Diesmal in der Autowerkstatt, zu der Alex seinen Sportwagen nach dem Mord unbemerkt wieder zurückgebracht hat. Columbo äußert Alex gegenüber zum ersten Mal Zweifel am Selbstmord. Als wichtiges Indiz benennt er, dass der Abschiedsbrief entgegen allen sonstigen Erfahrungen mit Selbstmordtätern auf einer Schreibmaschine getippt wurde. Im Laufe der weiteren Ermittlungen stellt Columbo gegenüber Benedict die Theorie auf, dass der Abschiedsbrief aufgrund technischer Anomalitäten von ihrem Mörder geschrieben sein muss und dieser Mörder wahrscheinlich Alex Benedict sei. Anschließend schildert Columbo Alex ganz genau, wie dieser den Mord verübt hat. Alles deckt sich mit den wahren Geschehnissen. Als weiteres wichtiges Indiz offenbart Columbo, dass Alex’ Jaguar E-Type gemäß Auskunft des Werkstattinhabers am Morgen nach dem Mord 12 Kilometer mehr auf dem Kilometerzähler anzeigt als am Vortag des Mordes, als Alex den Wagen in Mike’s Garage abgegeben hat. Da Alex die Strecke von der Hollywood Bowl zum Wohnhaus von Jenifer Welles mit den anderen geeigneten Verkehrsmitteln Taxi, Bus oder Mietwagen nicht unerkannt hätte zurücklegen können, hat er diese vermeintlich kluge Variante zur Vertuschung gewählt. Der Weg von der nur etwa 3 Minuten von der Hollywood Bowl entfernten Werkstatt zu Jenifer Welles’ Haus betrug exakt 6 km. Mit der Retourfahrt ergeben sich die bereits genannten 12 Kilometer absolvierter Wegstrecke mit Alex Benedicts Sportwagen. Benedict verneint alle Anschuldigungen und beharrt auf der Selbstmordtheorie. Daraufhin teilt ihm Columbo mit, dass der Fall seitens des Los Angeles Police Departments bereits als Mordfall eingestuft wird.
Bei weiteren Nachforschungen zu Jenifers privatem Umfeld sucht Columbo den unsteten Jazzmusiker und früheren Geliebten von Jenifer, Paul Rifkin, in einem Jazzlokal auf. Der Trompeter hatte bereits kurz nach Auffinden der Leiche gegenüber Columbo einen Selbstmord von Jenifer kategorisch ausgeschlossen. Für kurze Zeit gerät der wegen Körperverletzung vorbestrafte Rifkin in Verdacht, der Mörder zu sein. Columbo ist aber weiterhin von der Unschuld Rifkins und der Schuld Benedicts überzeugt.
Durch einen Zufall erfährt Columbo bei einem Tierarztbesuch zuliebe seines neuen Hundes, dass ein auf Video festgehaltener Mitschnitt des Premierenkonzerts existiert. Daraufhin sucht Columbo Alex Benedict erneut auf. Gemeinsam mit Janice Benedict schauen Columbo und Alex die Aufzeichnung des Konzerts und weitere Aufnahmen eines TV-Nachrichten-Interviews an, das Alex einem Live-Reporter beim unmittelbaren Verlassen von Jenifer Welles’ Wohnhaus nach Auffinden ihrer Leiche gegeben hat. Die Bilder zeigen, dass die Schmuckblume an Alex’ Revers entgegen allen sonstigen Gewohnheiten während des Konzerts fehlt, beim Verlassen von Jenifers Haus sich die Blume jedoch plötzlich wieder wie üblich am Revers befindet. Alex versucht ein letztes Mal sich herauszuwinden, doch die mittlerweile desillusionierte Janice widerspricht Alex’ Version. Alex wird abschließend wegen Mordes verhaftet.

## Produktion
Etüde in Schwarz ist die erste Episode der zweiten Staffel. Aufgrund des großen Erfolges der ersten Staffel wurden die Folgen von durchschnittlich 72 Minuten auf 92 Minuten reine Laufzeit verlängert. Peter Falk hat sich dank seiner von ihm geprägten Figur Columbo während der ersten Staffel zu einem absoluten Fernsehsuperstar in den USA entwickelt. Dies sicherte ihm ab Staffelbeginn nicht nur 100.000 US-Dollar (2025: ca. 650.000 US-Dollar) pro Folge, sondern auch eine erhebliche Machtposition gegenüber den produzierenden Universal Television und ihren angeschlossenen Universal Studios. Er forderte zunehmend ein Mitspracherecht bei Drehbüchern und den zu besetzenden Darstellern und Regisseuren.
So setzte Peter Falk gleich bei der ersten Folge der zweiten Staffel seinen langjährigen engen Freund, Vorbild und Ikone des US-Independantfilms John Cassavetes als Hauptdarsteller des mordenden Dirigenten ein. Falk hatte bereits bei den Dreharbeiten zu Staffel 1 die eigenwillige Arbeitsweise des kompromisslosen Cassavetes an den Columbo-Sets importiert. Falk hatte Cassavetes besonders 1969 bei Dreharbeiten zu Cassavetes’ Film Ehemänner eine naturalistische Darstellung mit improvisierten Dialogen und absoluter Bewegungsfreiheit vor der Kamera kennen und schätzen gelernt. Das bedeutete, dass Falk auch bei den Columbo-Dreharbeiten immer als eine Art Co-Regisseur fungierte und den eigentlichen Regisseur und die Schauspieler nach seinen Vorstellungen leitete.
Regie bei Etüde in Schwarz führte Nicholas Colasanto, der US-Serien-Fans vor allem als Kneipenwirt Ernie Coach Pantusso aus der Serie Cheers bekannt ist. Die Schauspielerin Blythe Danner spielt in Etüde in Schwarz die komplexbehaftete Ehefrau von Maestro Alex Benedict. Blythe Danner war seit 1969 mit dem Film- und Fernsehproduzenten Bruce Paltrow verheiratet und zum Zeitpunkt der Dreharbeiten im fünften Monat schwanger mit ihrer am 27. September 1972 geborenen Tochter Gwyneth Paltrow.
In der Episode Etüde in Schwarz wurde ein Hund als Columbos fortan ewiger Begleiter etabliert. Über die Einführung eines neuen Freundes und Kollegen war Peter Falk zunächst überhaupt nicht begeistert. Vielmehr wollte er unbedingt allein weiter ermitteln. Die Verantwortlichen beim Sender NBC sahen das anders und wollten Falk unbedingt den üblichen Sidekick zur Seite stellen – möglichst einen jungen und attraktiven Polizisten. Aufseiten des Senders versprach man sich, dadurch mehr weibliche Zuschauer zu generieren, da Peter Falk diese Attribute nicht vorweisen konnte. Für die immer noch in beratender Funktion tätigen Columbo-Erfinder Richard Levinson und William Link ein indiskutabler Vorschlag, die beiden sahen vielmehr den Kern des Columbo-Charakters bedroht. Bei einem daraufhin anberaumten Krisengespräch, an dem neben Levinson/Link und dem verantwortlichen Drehbuchschreiber Steven Bochco auch Regisseur Nicholas Colasanto teilnahm, entschied Richard Levinson als Kompromiss, Columbo einen Hund zur Seite zu stellen. Falk lehnte ab. Doch Nicholas Colasanto zeigte Falk den für die Tierrolle vorgesehenen Basset Hound. Falk stimmte zu und sagte: „Du hast recht. Das ist Columbos Hund.“ Nach nur einem Jahr verstarb der Hund und wurde demzufolge zu Beginn der dritten Staffel von einem jungen Basset ersetzt.
Als Drehort für den Wohnsitz der Benedicts diente die gleiche Villa, in der auch der Prinz von Bel-Air residierte. Zudem wurde als Drehort die Hollywood Bowl genutzt.

## Besetzung und Synchronisation
Die erste deutschsprachige Synchronfassung entstand im Jahr 1975 bei der Studio Hamburg Synchron in München nach einem Dialogbuch von Werner Bruhns. 1993 wurde für RTL eine zweite Fassung von Peter Woratz bei der Neue Tonfilm München eingespielt.
| Figur              | Darsteller       | Deutscher Sprecher (ARD 1975) | Deutscher Sprecher (RTL 1993) |
| ------------------ | ---------------- | ----------------------------- | ----------------------------- |
| Lieutenant Columbo | Peter Falk       | Klaus Schwarzkopf             | Horst Sachtleben              |
| Gaststars          |                  |                               |                               |
| Alex Benedict      | John Cassavetes  | Eckart Dux                    | Hartmut Reck                  |
| Paul Rifkin        | James Olson      | Henry Kielmann                | Gudo Hoegel                   |
| Janice Benedict    | Blythe Danner    | Marita Janowski               | Ursula Wolff                  |
| Jenifer Welles     | Anjanette Comer  | Heidi Schaffrath              | Katharina Lopinski            |
| Lizzie Fielding    | Myrna Loy        | Gisela Trowe                  | Ursula Traun                  |
| Weitere Darsteller |                  |                               |                               |
| Billy Jones        | James McEachin   | Lothar Grützner               |                               |
| Mike Alexander     | Don Knight       | Volker Lechtenbrink           | Thomas Rauscher               |
| Hausdiener         | Pat Morita       |                               |                               |
| Sam                | Michael Pataki   | Jochen Sehrndt                | Gernot Duda                   |
| Dr. Benson         | Michael Fox      | Günther Jerschke              | Alexander Allerson            |
| Audrey             | Dawn Frame       |                               |                               |
| Durkee             | Charles Macaulay |                               |                               |
| Everett            | George Gaynes    |                               |                               |
| Regisseur          | Wallace Chadwell | Rolf Mamero                   |                               |

## Rezeption
Die Fernsehzeitschrift TV Spielfilm vergab eine positive Wertung (Daumen hoch): „Kleines Krimikonzert mit großen Solisten.“
Der Autor Michael Striss wertete mit vier von vier Sternen (Höhepunkt). Er hob insbesondere die Besetzung des Widersachers und die Kameraführung hervor: „Die zweite Serienstaffel beginnt mit einem Paukenschlag: Die neue Episode hat alles, was zu einer ausgezeichneten Folge gehört. Von manchem als »Aufblähung« geschmäht, bekommt die hier erstmals vorgenommene Erweiterung der Spielzeit auf neunzig Minuten dem Ganzen ausgesprochen gut. Kultmotive sind reichlicher vorhanden; zu den altbekannten gesellt sich der Basset, und auch der Wagen rückt mehr in den Mittelpunkt. Falk-Intimus John Cassavetes lässt seine große Darstellungskunst aufblitzen und ist außergewöhnlich präsent. Auch die Kamera setzt interessante Aspekte, wenn sie die Blume, das wichtige Beweismittel, durch die Spiegelung einer Sonnenbrille einfängt. Amüsant am Rande ist der Charakter des Mädchens Audrey, die mit ihrer altklugen Art Columbo die Schamröte ins Gesicht treibt: »Audrey, du hast mich sehr beeindruckt.« – »Meinen Sie körperlich oder geistig?«“
Der Autor Uwe Killing ergänzte: „Es ist ebenbürtiges, facettenreiches Duell zwischen dem Täter und seinem Jäger, zwischen Schöngeist und zerknautschter Erscheinung, zwischen gespreizter Überheblichkeit und gut getarntem Spürsinn“. Das beiläufige Gespräch über Columbos Gehalt als Polizist kommentierte er wie folgt: „Man merkt beiden improvisationsfreudigen Schauspielern das Vergnügen an, diesen Dialog mit immer neuen Wendungen virtuos ins Absurde zu steigern. Und es ist ein gutes Beispiel für eine der wirkungsvollsten Columbo-Methoden, die sich allmählich herausbilden: Eröffne mit einem völlig abwegigen Thema einen Nebenschauplatz, um den Täter in Sicherheit zu wiegen und gleichzeitig schon mal sein Nervenkostüm auszutesten.“
Der Autor Mark Dawidziak wie auch die Drehbuchautoren Steven Bochco und Richard Levinson bewerteten rückblickend die Ausdehnung der Spieldauer kritisch: „Auch wenn sie eine der besten Auflösungen und einen der besten Gastmörder der Serie enthält, ist Etüde in Schwarz das erste und schmerzlichste Beispiel für eine Episode, die durch die zweistündige Laufzeit Schaden erlitt. […] Leider wurde die zweistündige Version überregional verbreitet. Sie zieht sich offenkundig hin und mindert die Effektivität von Bochcos straff geschriebenem Drehbuch und der hervorragenden Regie von Nicholas Colasanto […]. Dennoch entpuppt sich Etüde in Schwarz als eine der beiden besten Folgen der zweiten Staffel. Und das bedeutet kaum, dass man sie mit schwachem Lob verunglimpft. […] Doch Cassavetes‘ Auftritt in Etüde in Schwarz geht über ein bloßes Casting eines guten Freundes hinaus. Zu diesem Zeitpunkt seiner Karriere drehte der Schauspieler/Regisseur noch nicht viele Fernsehepisoden, und die Serie hatte das Glück, ihn zu verpflichten. Er war ein herrliches Gegenstück zu Falk und steigerte die Spannung des verbalen Schachspieles. Sie agieren in ihren Szenen auf einer Ebene des höchsten Vergnügens.“
Der Drehbuchautor Steven Bochco war 1973 für einen Emmy in der Kategorie Outstanding Writing Achievement in Drama nominiert.